# Guitar Hero Encore: Rocks the 80s
Guitar Hero Encore: Rocks the 80s (titulado como Guitar Hero: Rocks the 80s en Europa) es videojuego de música, y el tercer capítulo de la popular serie Guitar Hero. Salió a la venta en julio de 2007 en Norteamérica y Europa, y en agosto del mismo año en Australia.
Los jugadores utilizan controladores en forma de guitarra para emular la interpretación de música rock, pulsando notas que se mostrarán en la pantalla después de desplazarse hacia el jugador. Rocks the 80s es considerado más como un simple incremento al número de juegos de la saga de Guitar Hero, en lugar de una secuela completa. No existen cambios en la modalidad de juego con respecto a Guitar Hero II. Como indica el título del juego, este presenta una temática ambientada en los años 1980, compuesto por canciones de la década y personajes seleccionables, sus modas, e ilustraciones que reflejan el período de tiempo.
El juego no fue tan bien recibido como los dos anteriores juegos Guitar Hero, debido a la falta de nuevas características de jugabilidad y la reducción de banda sonora. Rocks the 80s es el tercer y último título de la serie Guitar Hero desarrollado por Harmonix Music Systems, antes de que esta empresa fabricante se separara del proyecto para crear Rock Band. El siguiente capítulo de la serie, Guitar Hero III: Legends of Rock, fue desarrollado por Neversoft, la cual es una división de Activision.

## Historia

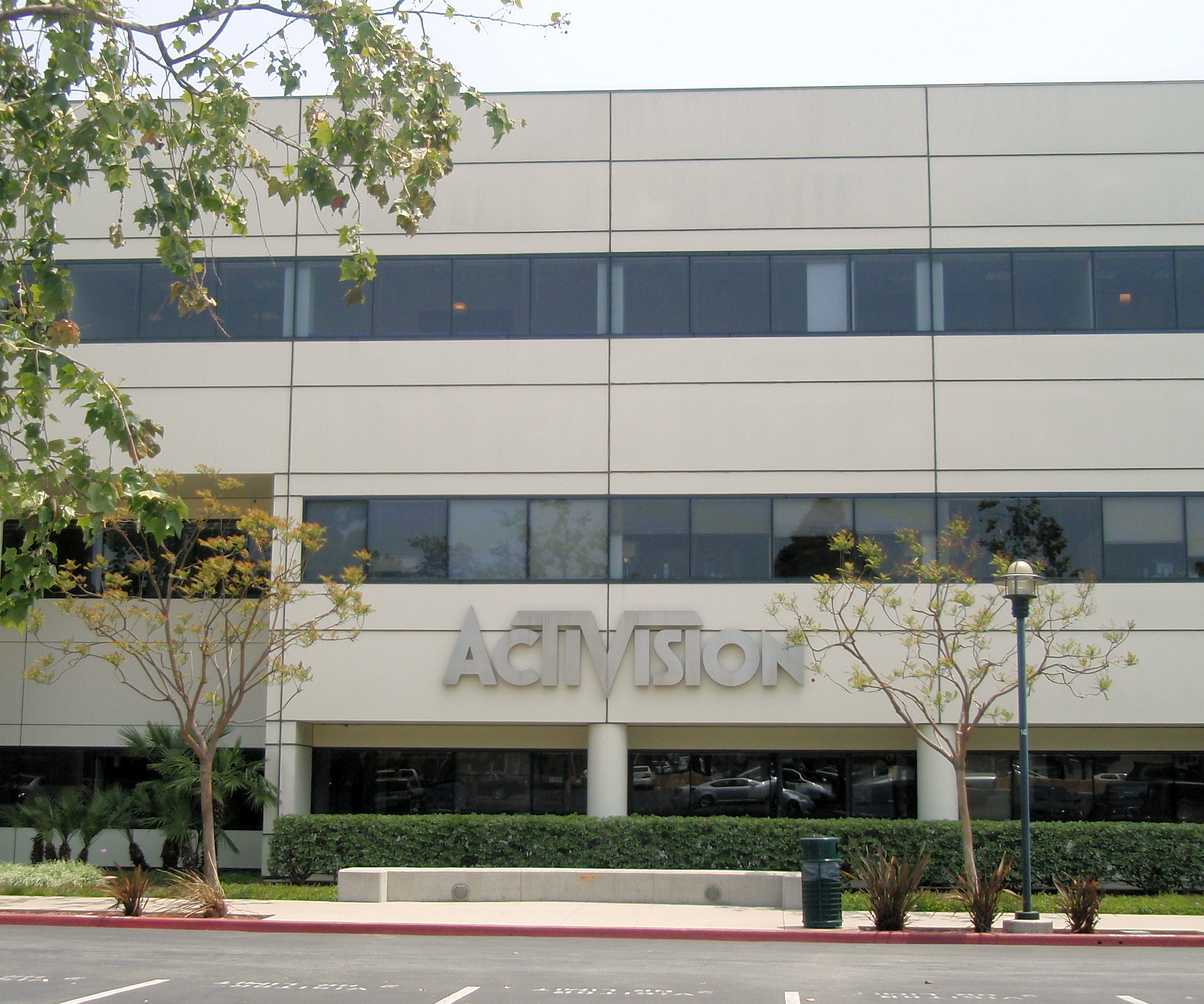
Sede central de Activision en Santa Mónica, California.

Después del gran éxito cosechado por el lanzamiento de Guitar Hero II, RedOctane anunció que estaba desarrollando expansiones con géneros específicos para la serie, dentro de la misma música rock. Guitar Hero Encore: Rocks the 80s es el primero de estos títulos con géneros específicos; a partir de esto fueron desarrollados Guitar Hero: Aerosmith, Guitar Hero: Metallica y Guitar Hero: Greatest Hits.
Guitar Hero Encore: Rocks the 80s fue inicialmente anunciado por el Electronic Gaming Monthly (EGM) en enero de 2007 como Guitar Hero: 1980s Edition. Orange Lounge Radio alegó que el juego sería puesto a la venta a partir de junio de 2007, basándose en un anuncio de Activision, aunque ninguna otra fuente citó ese anuncio. Activision reveló oficialmente los primeros detalles del juego el 11 de mayo de 2007, además de cambiar el título a Guitar Hero: Rocks the 80s. Solo unas pocas semanas más tarde, el nombre del juego se cambió a Guitar Hero Encore: Rocks the 80s, como se mostró en los primeras ilustraciones oficiales. Sin embargo, la palabra "Encore" se ha retirado de la edición europea del juego.

## Modo de juego y diseño
La mecánica del juego es casi idéntica a la de su predecesor, el Guitar Hero II, una primera crítica del juego la describió como "si fuera expansión del Guitar Hero II, en vez de un nuevo juego por derecho propio". Las diferencias más importantes que tiene con el Guitar Hero II son en su mayoría de carácter estético. Seis personajes de anteriores juegos de Guitar Hero (Johnny Napalm, Judy Nails, Izzy Sparks, Pandora, Axel Steel, y Grim Ripper) regresan con diseños influenciados por los estilos de la década de los 80. Lugares de Guitar Hero II (con la excepción del RedOctane Club y el Stonehenge, que no aparecen, y el Vans Warped Tour, que ha sido renombrado como Rock For Safety Tour), han sido rediseñados con un estilo influenciado por los años 1980, y la interfaz general es casi idéntica a la de Guitar Hero II, solo con cambios en los colores (no se elaboraron nuevos gráficos en la medida de la interfaz).

## Banda sonora

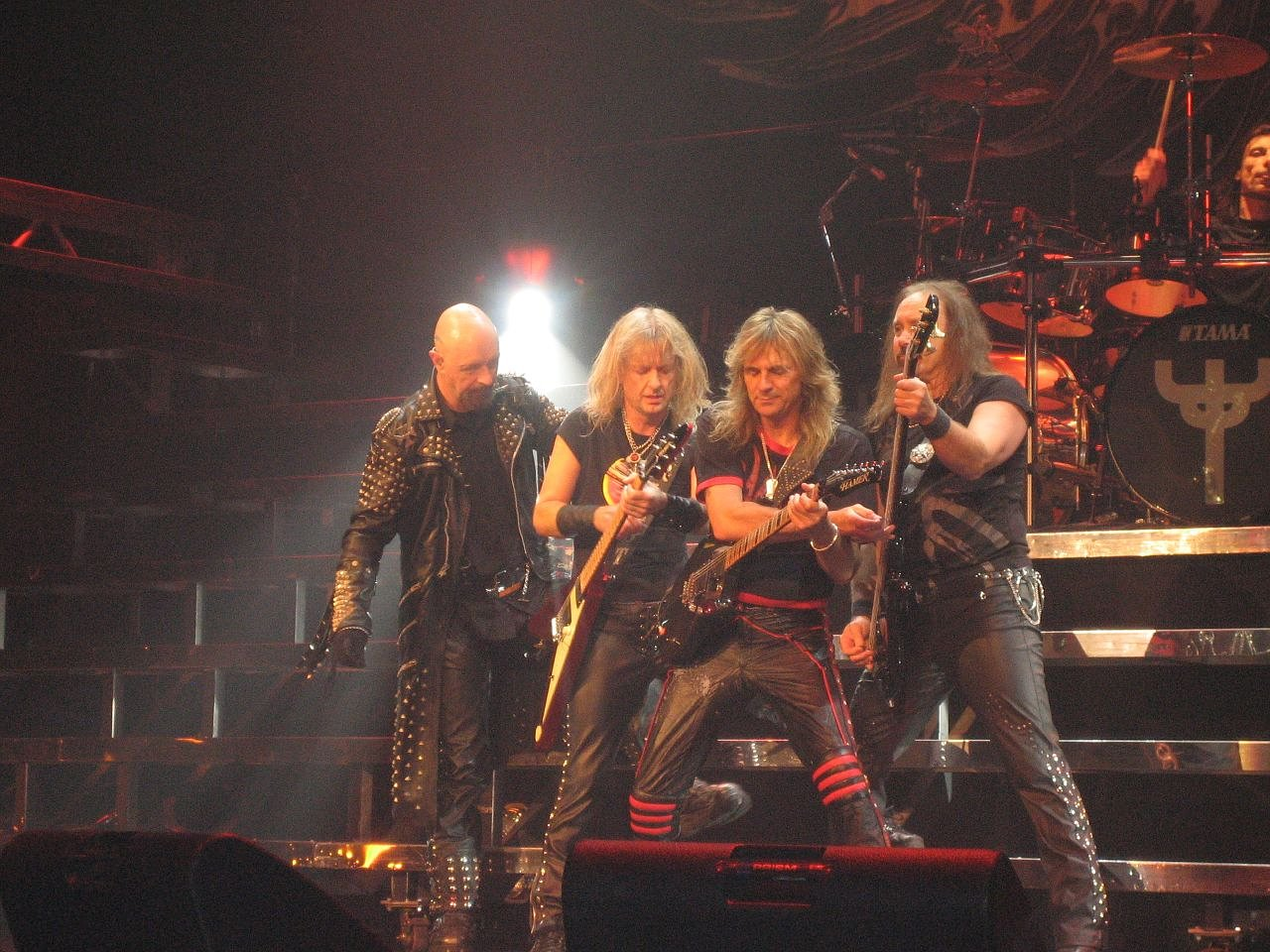
Judas Priest en 2005. Esta banda interpretó la canción "Electric Eye", la cual se hace presente en la banda sonora del juego.

Todas las canciones, excepto "Because, It's Midnite", fueron lanzadas en la década de los 80, tal como el título del juego sugiere; "Because, It's Midnite" es interpretada por la banda de ficción de hair metal Limozeen, creada a partir del webcómic "Homestar Runner". Dos canciones fueron originalmente escritas en los años 1970, pero interpretadas por cover bands en los años 1980. Estas canciones son "Radar Love" de Golden Earring, pero versionada por White Lion, y "Ballroom Blitz" de Sweet y versionada por Krokus. La lista de canciones incluyen pistas como "Round and Round" de Ratt, "Metal Health" de Quiet Riot, "Holy Diver" de Dio, "Heat of the Moment" de Asia y "Nothin' But a Good Time" de Poison. Cinco de las canciones son máster de grabación: "Because It's Midnite", "I Ran (So Far Away)" de A Flock of Seagulls, "The Warrior" de Scandal, "I Wanna Rock" de Twisted Sister, y "Electric Eye" de Judas Priest, mientras que las demás son canciones versionadas (covers).
La lista final de canciones fue revelada por GameSpy el 28 de junio de 2007 tal como figuran en la posterior lista. A diferencia de anteriores juegos de Guitar Hero, no hay bonus tracks en Guitar Hero Encore: Rocks the 80s.
La canción "I Want Candy" de Bow Wow Wow fue anunciada originalmente para el juego y apareció en muchas previsualizaciones. Sin embargo, RedOctane anunció que ya no aparecería en la versión final. No se ha dado comentarios oficiales en lo que respecta a la eliminación de la canción.

## Recepción y crítica
Guitar Hero Encore: Rocks the 80s fue publicado en análisis generalmente tibios y ha recibido en general menos elogios que los dos primeros juegos de serie. Muchos de los críticos coincidían en que el precio de $49.99 era muy elevado. GameSpot criticó la cantidad de canciones en consideración al precio del juego. El crítico comentó que "treinta canciones por $50 es un pésimo precio desde la forma en que se mire" y el juego "se siente como un rápido y sucio efectivo." El crítico también comentó que la banda sonora era "ecléctica," pero "sólida." Otros críticos, incluyendo a 1UP.com, IGN, y Electronic Gaming Monthly cuestionaron el juego por su selección musical. GameSetWatch comparó el juego con Metal Machine Music de Lou Reed, diciendo que el juego es "totalmente un juego de obligación contractual de Harmonix" debido a la cantidad mínima de cambios a partir de Guitar Hero II.

### Controversia
El 21 de noviembre de 2007, el grupo de rock The Romantics presentó una demanda contra Activision, RedOctane, Harmonix y Wavegroup Sound por la versión de la canción "What I Like About You" utilizada en el Rocks the 80. Si bien los desarrolladores del juego se aseguraban los derechos adecuados para versionar la canción en el juego, la banda The Romantics manifestaba que la canción versionada era "prácticamente indistinguible de la versión auténtica" y así pudiera "confundir a los consumidores y hacerlos creer que la banda realmente grabó y aprobó la música para el producto". La demanda solicitó el cese de ventas del juego y compensación por daños monetarios. El 20 de diciembre de 2007, Activision obtuvo una orden judicial para evitar el bloqueo de las ventas del juego. Una audiencia de sentencia sumaria se llevó a cabo el 9 de julio de 2008, y el caso fue desestimado el siguiente mes, declarando que Activision había obtenido las licencias apropiadas para la canción y que la propia banda ya no tenía el derecho de autor sobre la misma.